# Agrilus souliei
Agrilus souliei es una especie de insecto perteneciente del género Agrilus, familia Buprestidae, orden Coleoptera.
Fue descrita científicamente por Jendek en 1994.